# 해리 크레러
헨리 덩컨 그레햄 크레러(영어: Henry Duncan Graham Crerar, 1888년 4월 28일 – 1965년 4월 1일) 또는 해리 크레러는 제1캐나다군 사령관으로서 제2차 세계 대전의 서부 전선에서 캐나다 육군의 고위 야전 사령관이 되었다.  킹스턴에 있는 캐나다 왕립군사학교를 졸업한 크레러는 1909년 비영구 현역 민병대의 대위로 임관하여 해밀턴에 있는 캐나다 야전포병대의 제4포대에서 근무했다. 제1차 세계 대전 때 크레러는 왕립캐나다포병연대에서 중령으로 진급했고, 수훈 보고서에 이름이 올라갔으며 수공장을 받았다. 전쟁이 끝난 후에도 직업군인으로 군에 남기로 선택하면서 크레러는 1923년부터 1924년까지 캠벌리 참모대학에 다녔고 1934년에는 왕립국방원에 다녔다. 
제2차 세계 대전 시기 크레러는 1941년 잉글랜드에 주둔하고 있었던 제2캐나다보병사단의 지휘관이 되었다. 크레러는 중장으로 진급한 뒤 제1캐나다군단의 지휘를 맡았고, 이탈리아 전역에서 잠시 싸웠다. 1944년 3월 영국으로 돌아온 크레러는 영국 제1군단과 폴란드 제1기갑사단과 같이 영국 및 폴란드 부대가 다수 있는 제1캐나다군의 지휘를 맡았다. 크레러의 지휘 하에 제1캐나다군은 토털라이즈 작전, 트랙터블 작전, 팔레즈 포위전과 같은 1944년 7월부터 8월까지 이어진 오버로드 작전의 종반전에 참여했고, 이후 영국해협에 위치한 항구들을 정리하는 과업을 맡았다. 크레러는 1944년 11월 16일 장군으로 진급했는데, 캐나다 장교 중 장군으로 진급한 사례는 크레러가 처음이었다. 1945년 라인란트 지역을 확보하기 위한 베리터블 작전에서 제1캐나다군은 9개의 영국 사단을 이끌고 있었다. 이탈리아에서 복무하고 있던 제1캐나다군단을 서유럽으로 재배치한 골드플레이크 작전을 통해 제1캐나다군에는 보다 많은 캐나다 부대가 배치되었으며, 제1캐나다군은 유럽에서의 종전 직전인 1945년 4월 네덜란드 서부를 해방하는 공적을 세웠다. 
전쟁이 끝나자 크레러는 1946년 군 복무를 마치고 은퇴했고, 많은 업적에도 불구하고 1965년 사망할 때까지 사람들에게 잊혔다. J. L. 그레네슈타인은 "다른 어떤 장교도 캐나다가 알고 있는 가장 위대한 군대의 소집, 전투, 그리고 결국 해산에 그런 영향을 미치지 않았다. 크레러는 의심할 여지 없이 전쟁에서 가장 중요한 캐나다 군인이었다."라고 크레러를 평가했다.

## 어린 시절
해리는 해밀턴에서 변호사 피터 크레러와 마리온 스틴슨 사이에서 태어났다. 그의 군 복무 전에, 그는 온타리오 수력 발전에서 기계공으로 일했으며, 그는 1912년 그곳에 연구부를 설립했다. 그는 1906년 해밀턴에 있는 어퍼 캐나다 대학교와 대학원에 입학한 이후 졸업하였으며, 이후 킹스턴에 있는 왕립캐나다군사학교로 갔다. 그는 제1차 세계 대전에서 포병을 지휘하며 중령으로 진급했다. 다른 장교들과는 달리 전후에도 그는 육군에 남아 있었다. 그는 작전 및 정보부의 부장으로 1935년 지명되었으며 1939년 왕립캐나다군사학교의 교관으로 부임했다.

## 2차 세계 대전

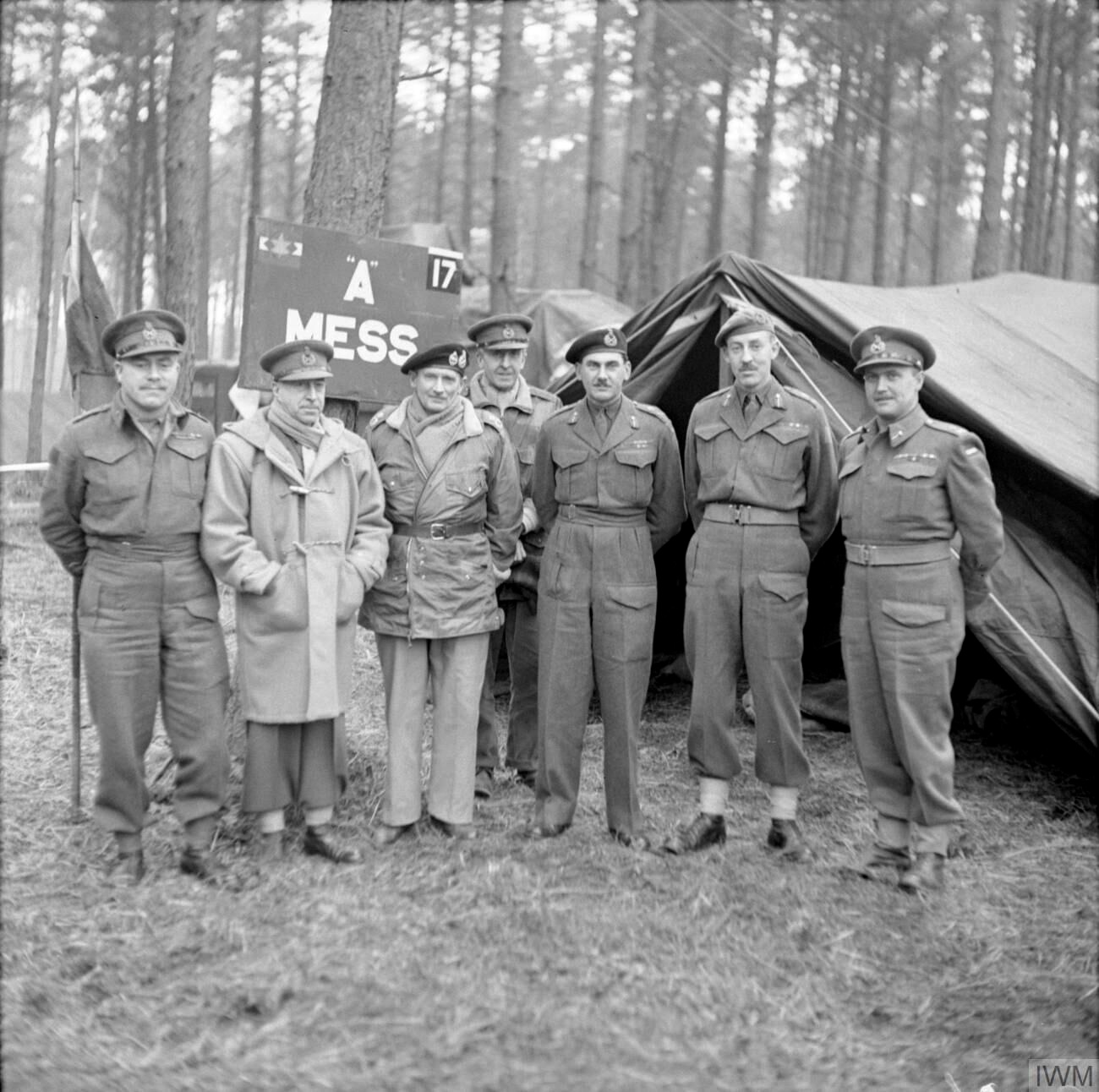
왼쪽부터 제4기갑사단의 중령 보크, 육군 사령관인 해리 크레러, 육군 원수 버나드 몽고메리, 중장 B. 호룩스, 제2군단의 중장 가이 시먼즈, 제3보병사단의 스프라이, 제2보병사단의 중령

그는 영국의 잉글랜드에서 캐나다 군사 본부의 직원에서 여단장으로 제2차 세계 대전에 복무했다. 1940년 초기 그는 캐나다 작전참모 부관으로 임명되었고, 그 해 말 캐나다 육군 사령관이 되었다. 그는 1941년 영국에서 제2캐나다보병사단을 지휘하게 되었고 1942년 영국에서 제1캐나다군단을 지휘하게 되었으며 1944년에는 제1캐나다군을 지휘하게 되었다. 그는 오버로드 작전에 참여해 캐나다군을 지휘하였으며, 토털라이즈 작전과 트랙터블 작전을 통해 팔레즈 일대에서 독일군이 고립될 위기에 처하자, 캐나다군을 이끌고 팔레즈 포위전에 참전해 그는 폴란드, 미군과 함께 독일군을 샹부아에서 몰아냈다. 이 전투를 통해 팔레즈 고립지대의 입구는 완전히 봉쇄되었다. 이후 크레러는 스헬데 강 전투 동안 이질에 걸려 회복 중에 있었으며, 그의 역할은 중장 가이 시먼즈에게 인수되었다. 크레러는 1944년 9월 18일 타임즈 지의 표지에 등장했다. 같은 해 11월 그는 장군으로 진급했다.

## 작별 인사

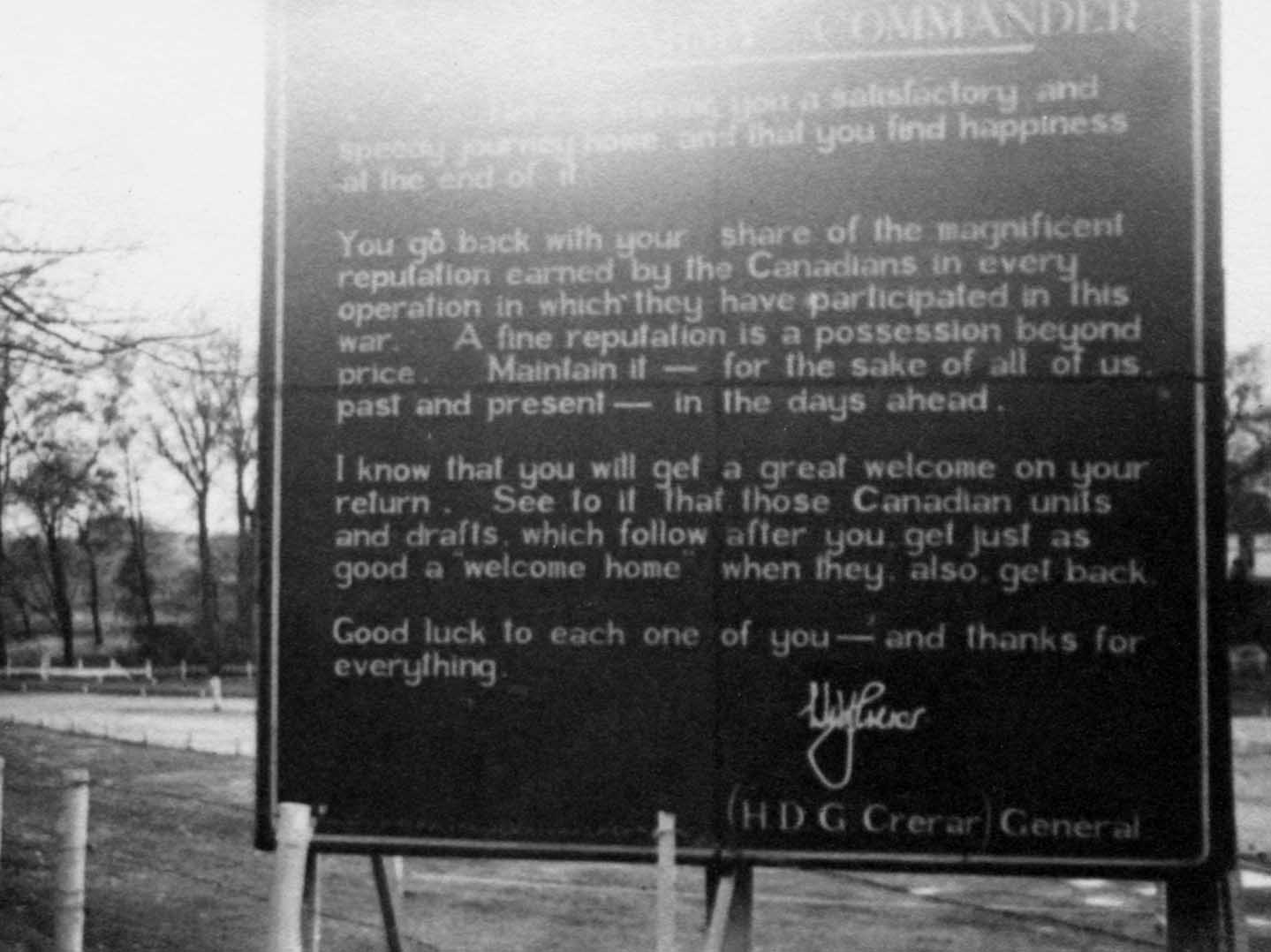
1945년 네덜란드를 떠나는 제1캐나다군에게 크레러 장군이 보내는 작별 사인

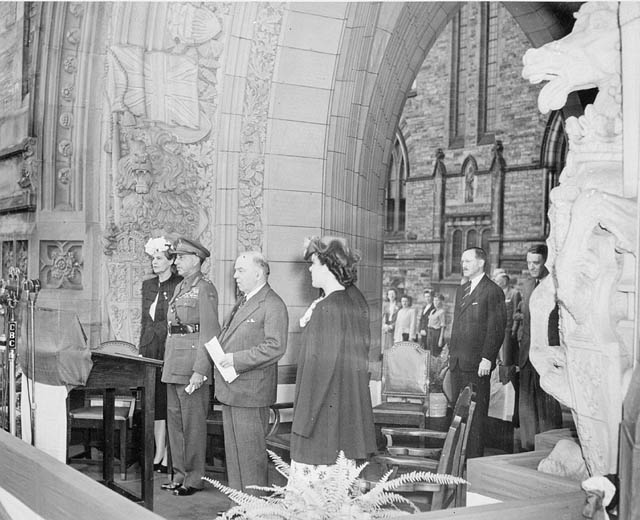
유럽에서의 종전 후 1945년 8월 7일 캐나다로 돌아온 크레러 장군

1945년 크레러는 네덜란드를 떠나는 제1캐나다군 장병들에게 다음과 같은 작별 인사를 보냈다. 
| “ | 저는 여러분이 집으로 가는 만족스럽고 빠른 여행이 되기를, 그리고 그 여행 끝에서 행복을 찾기를 빕니다. 이 전쟁에서 여러분이 참전했던 모든 작전들에서 캐나다인이 얻은 대단한 명성을 여러분이 돌아갈 때 함께 가져가시기 바랍니다. 훌륭한 명성은 값 그 이상의 소유입니다. 우리 모두와 과거, 현재, 그리고 미래를 위해 그것을 간직하십시오. 저는 여러분의 귀환으로 인해 여러분이 큰 환영을 받을 것을 알고 있습니다. 여러분 이후에 또 다른 캐나다 부대들이 돌아올 때 여러분이 따뜻한 환영을 받았던 것처럼 그들에게 그것을 보여주십시오. 여러분 모두에게 행운이 있기를, 그리고, 모든 것에 감사했습니다.(H.D.G. 크레러) 장군 | ” |

## 전후

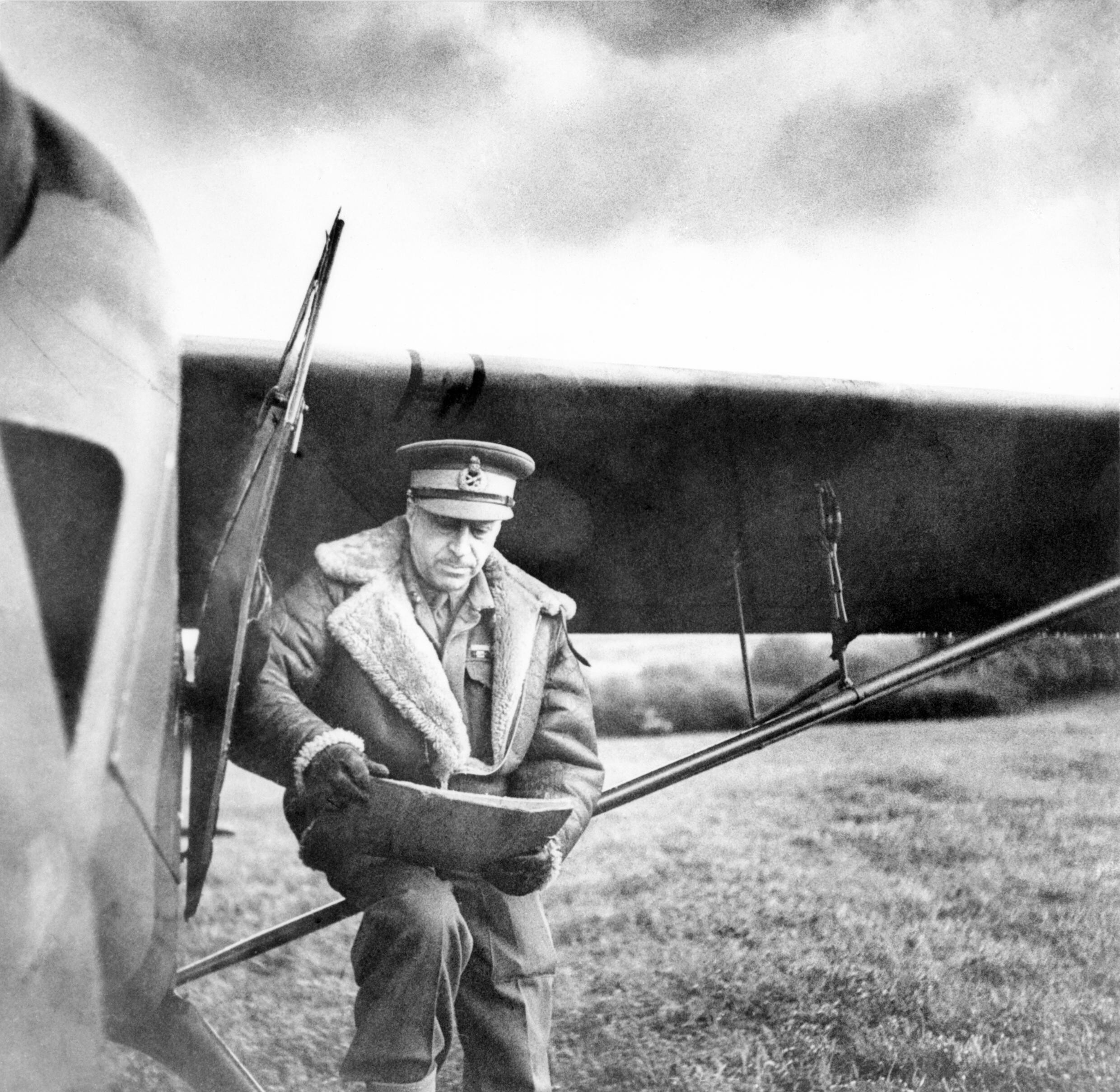
크레러 장군

1945년 8월 5일, 980명의 제2차 세계 대전 캐나다군 참전 용사들과 함께 SS 일레드프랑스를 타고 크레러 장군은 캐나다 핼리팩스에 도착했다. 그는 이틀 후 오타와에 도착했다. 그는 1946년 군에서 퇴역했고, 후에 체코슬로바키아, 네덜란드, 일본에서 정치적 회담에 참석했다. 그는 1965년 이전의 캐나다 국기가 그대로 유지되어야 한다고 믿는 인물 중 하나였다. 그는 1964년 6월 25일 추밀원에 들어갈 수 있게 되었다.

## 더 읽어보기
- 4237 Dr. Adrian Preston & Peter Dennis (Edited) "Swords and Covenants" Rowman And Littlefield, London. Croom Helm. 1976.
- H16511 Dr. Richard Arthur Preston "To Serve Canada: A History of the Royal Military College of Canada" 1997 Toronto, University of Toronto Press, 1969.
- H16511 Dr. Richard Arthur Preston "Canada's RMC – A History of Royal Military College" Second Edition 1982
- H16511 Dr. Richard Preston "R.M.C. and Kingston: The effect of imperial and military influences on a Canadian community" 1968 Kingston, Ontario.
- H1877 R. Guy C. Smith (editor) "As You Were! Ex-Cadets Remember". In 2 Volumes. Volume I: 1876–1918. Volume II: 1919–1984. RMC. Kingston, Ontario. The R.M.C. Club of Canada. 1984
- MapArt Golden Horseshoe Atlas – Page 657 – Grids M13, M14
- J.L. Granatstein. The Generals : the Canadian Army's Senior Commanders in the Second World War (Toronto, 1993). ISBN 0-7737-5728-7
- Hillfield-Strathallan College celebrates 100 years, The Spectator. Hamilton, Ont.: Sep 8, 2001. pg. A.08
- Juno Beach Centre – General H.D.G. Crerar 보관됨 2014-03-06 - 웨이백 머신

## 같이 보기
- 팔레즈 포위전
- 토털라이즈 작전
- 제1캐나다군